# Непарна щитоподібна артерія
Непарна щитоподібна артерія (лат. a. thyroidea ima) — це артерія, що кровопостачає нижні полюси долей щитоподібної залози, але існує лише у 3-10% населення, як анатомічний варіант кровопостачання даного органу.

## Анатомія
Непарна щитоподібна артерія може відгалужуватись від однієї з таких судинних структур: дуги аорти, плечеголовного стовбуру або внутрішньої грудної артерії; в деяких випадках може відходити від аорти, правої загальної сонної артерії або підключичної артерії. Від точки відгалуження непарна щитоподібна артерія прямує до нижньої частини долей або перешийка щитоподібної залози. Наявність цієї судини може бути компенсаториним, коли відсутня нижня щитоподібна артерія.

## Клінічне значення
Можливість наявності непарної щитоподібної артерії повинно враховуватись при операціях на щитоподібній залозі або трахеї, враховуючи її розташування в ділянці нижніх полюсів щитоподібної залози та 6 лімфатичного колектора шиї.